# Ulla Meinecke

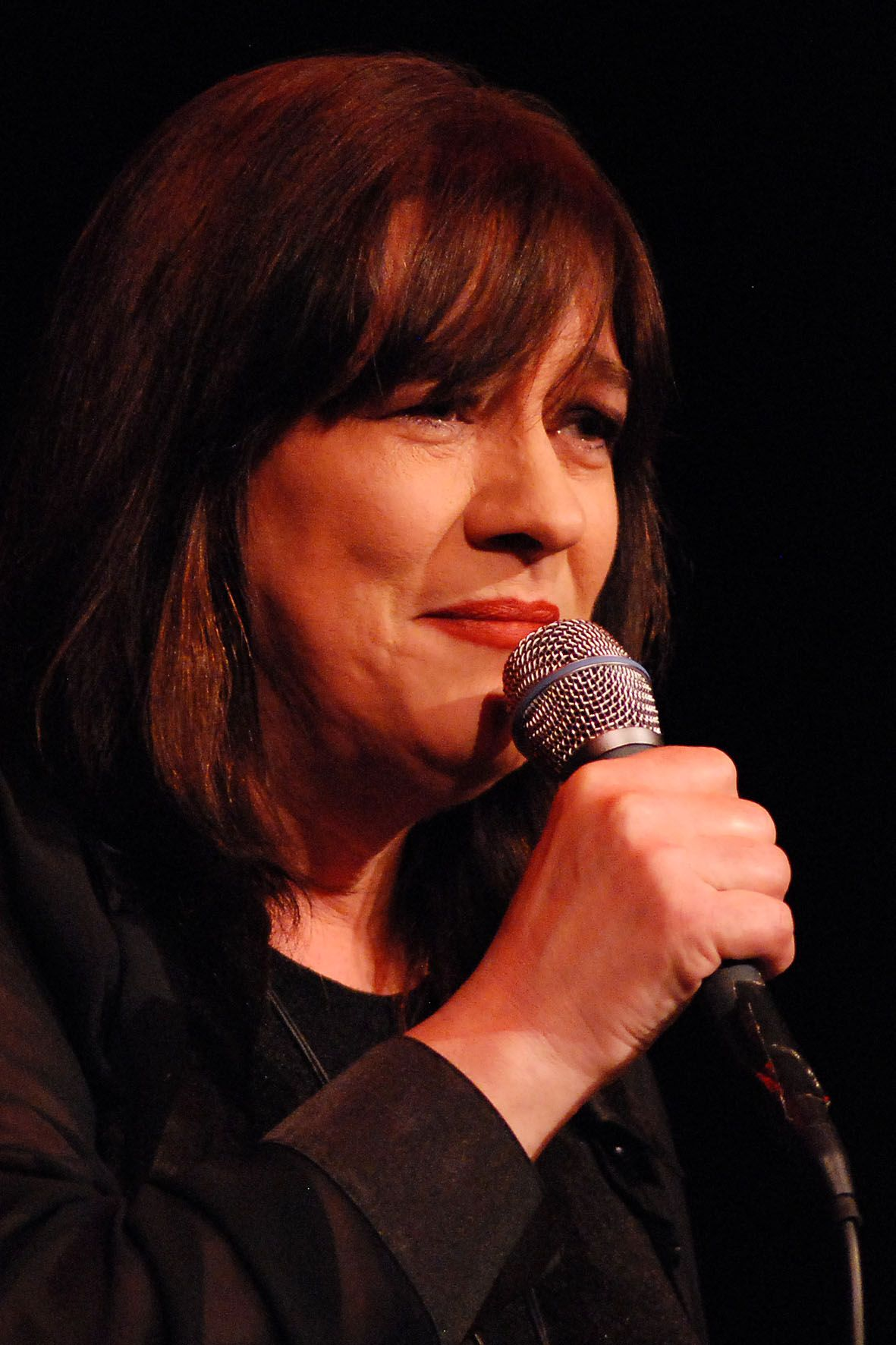
Ulla Meinecke (2010)

Ulla Meinecke (* 14. August 1953 in Usingen) ist eine deutsche Sängerin. Sie war in den 1980er Jahren eine der erfolgreichsten Vertreterinnen der deutschsprachigen Popmusik und verfasst ihre Liedtexte selbst. 

## Leben

### Die frühen Jahre
Aufgewachsen im landwirtschaftlich geprägten Umfeld von Wallau (Lahn) am Südrand des Rothaargebirges zog Ulla Meinecke 1966 nach Frankfurt am Main, wo sie mit 18 Jahren ihr Abitur machte. Zu diesem Zeitpunkt hatte sie schon erste eigene Lieder geschrieben. 
Eine Begegnung mit Udo Lindenberg 1976 ermutigte sie, das Hobby zum Beruf zu machen und nach Hamburg zu ziehen, wo sie Lindenbergs Büro leitete. Ihr erstes Album Von toten Tigern und nassen Katzen erschien 1977, sehr von Lindenbergs Einfluss geprägt, der auch fast alle Musik schrieb. Eine weitere LP Meinecke Fuchs 1978 machte sie dann einem größeren Publikum bekannt und führte auch überregional zu einer wachsenden Zahl von Auftritten – teils gemeinsam mit Udo Lindenberg. 1979 zog Ulla Meinecke nach West-Berlin.

### 1980 bis 1999
Die beiden folgenden Alben Überdosis Großstadt (1980) und Nächtelang (1981) wurden von Herwig Mitteregger produziert. Er komponierte auch den größten Teil der Songs; beide wurden enge Freunde. Mitteregger brachte Rosa Precht in Ulla Meineckes Band; dafür ermutigte sie ihn, eigene Texte zu schreiben, und lieferte Spliff unter anderem die Songidee für den Titel Déjà vu. Die beiden LPs Wenn schon nicht für immer, dann wenigstens für ewig (1983; mit dem von Edo Zanki geschriebenen Lied Die Tänzerin) und Der Stolz italienischer Frauen (1985), in Zusammenarbeit mit dem Produzenten Udo Arndt, bedeuteten für Ulla Meinecke den Durchbruch auf dem deutschen Markt – einschließlich nationaler Chartnotierungen. Sie erhielt die Goldene Europa und weitere Auszeichnungen, darunter den Deutschen Kleinkunstpreis.
Die erfolgreichen Tourneen auf dem Höhepunkt ihrer Popularität wurden mit dem Live-Doppelalbum Kurz vor 8 (1986) dokumentiert. Zwei Jahre später erschien ihre LP/CD Erst mal gucken – dann mal sehen; 1991 folgte das Album Löwen. Auf letzterem präsentierte Meinecke von ihr nachgedichtete Coverversionen berühmter englischsprachiger Songs und Poptitel. Im Anschluss daran trat sie erstmals mit Lesungen vor ihr Publikum. Mitte der 1990er Jahre erschien die CD An!, deren Titel eine Anspielung auf das Aufblenden der Scheinwerfer beim Beginn eines Auftritts und das gleichzeitige „Abblenden“ von Lampenfieber ist. 1999 dokumentierte sie ihre künstlerische Weiterentwicklung der zurückliegenden zwölf Jahre auf einem weiteren Live-Doppelalbum, diesmal mit dem Titel Kurz nach 8.

### Seit 2000
Nach dem Ende der Zusammenarbeit mit ihrer damaligen Plattenfirma veröffentlichte sie 2002 bei SPV das Album Die Luft ist rein. 2003 setzte sie unter der Regie von Günter Amendt ihr Lieblingsbuch Die Abenteuer des Tom Sawyer als Hörbuch um – mit der Musik von Ingo York, wobei Meinecke sämtliche Rollen sprach. Dies brachte ihr erste Kontakte zum Theater ein.

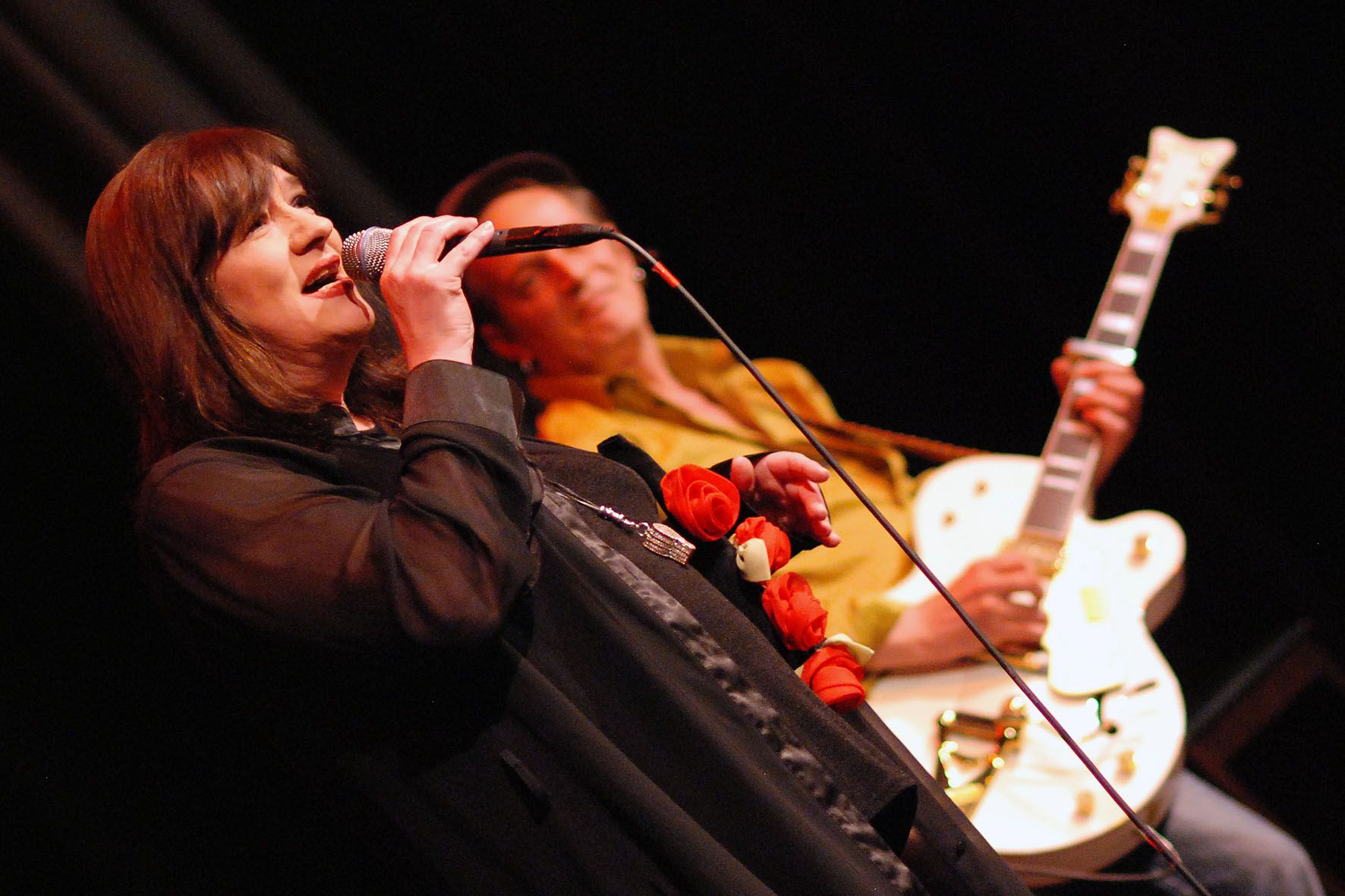
Ulla Meinecke und Ingo York (2010)

2005 erschien unter dem Titel Im Augenblick eine neue CD und parallel dazu Ulla Meinecke – Im Augenblick. Das Buch, eine Sammlung von Texten und Bühnengeschichten mit Fotografien von Jim Rakete. 2007 folgte ihr zweites Buch Willkommen in Teufels Küche. Glanz und Elend der Chaotiker, mit dem sie in Begleitung des Gitarristen Ingo York wieder auf bundesweite Tournee ging.
Anfang 2008 spielte Meinecke (unter anderem zusammen mit Ben Becker) in Berlin Theater – sie verkörperte die Eunice Hubbel in Tennessee Williams’ Endstation Sehnsucht – und setzte danach ihre Tournee mit Ingo York fort. Im April 2008 produzierte sie mit Radio Jena unter dem Titel Willkommen in der Höhle der Löwin ein dreiteiliges Hörfunk-Feature. 2010 erschien Ulla Meineckes drittes Buch Ungerecht wie die Liebe mit Erzählungen. 2010/11 spielte sie in Dietmar Loefflers Der Schlagerexorzist am Schlossparktheater Berlin die Sängerin Roxanne.
Im Herbst 2012 nahm sie am Albumprojekt Giraffenaffen teil, bei dem mehrere deutsche Künstler, unter anderen Roger Cicero, Götz Alsmann, Flo Mega, Das Gezeichnete Ich, Lena Meyer-Landrut, Roman Lob, Thomas D., Max Mutzke, zu Gunsten des Kinderhilfswerks „Die Arche“ Kinderlieder im modernen Gewand aufgenommen haben.

## Diskografie

### Studioalben
- 1977: Von toten Tigern und nassen Katzen
- 1978: Meinecke Fuchs
- 1980: Überdosis Großstadt
- 1981: Nächtelang
- 1983: Wenn schon nicht für immer, dann wenigstens für ewig
- 1985: Der Stolz italienischer Frauen
- 1988: Erst mal gucken – dann mal sehen
- 1991: Löwen
- 1994: An!
- 2002: Die Luft ist rein

### Kompilationen
- 1987: Lied für dich (CD-Kompilation aus Meinecke Fuchs (komplett) und Von toten Tigern und nassen Katzen)
- 1995: Die Tänzerin und ihre schönsten Lieder
- 2000: Femina Tausendschön (Kompilation aus den ersten beiden Studio-Alben)
- 2004: Im Augenblick (13 Neuaufnahmen bekannter Stücke, ein neuer Song)
- 2010: Ungerecht wie die Liebe (Doppel-CD; CD 1: zwei neue Songs und das komplette Album „Im Augenblick“; CD 2: Hörbuch)
- 2023: Das Beste

### Livealben
- 1986: Kurz vor acht (live)
- 1999: Kurz nach acht (Doppel-CD; live)
- 2016: Wir warn mit Dir bei Rigoletto, Boss! (Live-Doppel-CD, aufgenommen im Volkstheater Lübeck und im Polittbüro Hamburg 2015)
- 2019: Ulla Meinecke – Live At Rockpalast 1981 and 1985 (3 CDs/2 DVDs)

### Singles
- 1981: Zu fett fürs Ballett / Alle Kinder wollen heim (RCA)
- 1983: Nie wieder / 50 Tips (RCA)
- 1983: Die Tänzerin / Süße Sünden (RCA)
- 1985: Nackt im Wind (CBS) (als Teil von Band für Afrika; Verkäufe: + 150.000[4])
- 1985: Heißer Draht / Was ich an dir mag (RCA)
- 1986: Der Stolz italienischer Frauen / Prinzessin (RCA)
- 1986: Alles dreht sich / Ey Kleine (RCA)
- 1988: Von mir zu dir / Unten am Ufer (Promo, RCA)
- 1988: Schlendern ist Luxus / Lieb ich dich zu leise (RCA)
- 1991: Heute ziehst Du aus / Das war schon immer so (RCA)
- 1992: Ein Schritt vor und zwei zurück / Viel zu viel / Ein langsames Lied (RCA)
- 1994: Wir passen nicht zusammen / Tiere / Gut Nacht (Columbia)
- 2002: In Berlin / Nur Gerede (Promo, SPV)
- 2004: Alles schäumt / Lieb ich Dich zu leise / In Berlin (SPV)

### Gastauftritte
- 1994: Nichts haut einen Seemann um (CD Hut ab! – Hommage an Udo Lindenberg)
- 1996: Junimond (CD Abschied von Rio) (siehe Rio Reiser)
- 1996: Wer bringt denn mal den Müll runter (CD Taten statt warten – 25 Jahre Greenpeace)
- 2002: Der Mörder ist immer der Gärtner (CD Hommage an Reinhard Mey)
- 2012: Was müssen das für Bäume sein (CD Giraffenaffen)

### Bücher
- 2005: Im Augenblick. Texte, Fotografien, Bühnengeschichten, Schwarzkopf & Schwarzkopf, Berlin, ISBN 3-89602-617-8
- 2007: Willkommen in Teufels Küche. Glanz und Elend der Chaotiker, Blanvalet Verlag, München, ISBN 3-7645-0230-4
- 2010: Ungerecht wie die Liebe, Edel, Hamburg, ISBN 978-3-941378-66-7